# 克里斯蒂安·莫根施特恩
克里斯蒂安·莫根施特恩（德語：Christian Otto Josef Wolfgang Morgenstern，1871年5月6日—1914年3月31日），德国作家、诗人，1894年开始创作，曾在柏林短暂从事记者职业， 后因结核病疗养並游历德国各地、瑞士和意大利。受英国荒誕派文學的影响，其创作了滑稽诗，而且受到欢迎。小行星9764以他的名字命名。